# 兴化路
兴化路是元朝时设置的路，辖境在今中国福建省莆田市。
至元十五年（1278年）由原兴安州改制而成的，下辖莆田县、仙游县、兴化县三县，先属福建道宣慰司，后隶福建等处行中书省。元末至正十九年（1359年）时因亦思巴奚兵乱中安童、三旦八自立分省，一度被改为兴化分省。明朝洪武二年（1369年），兴化路被改为兴化府，隶福建行中书省。